# Національний характер українців

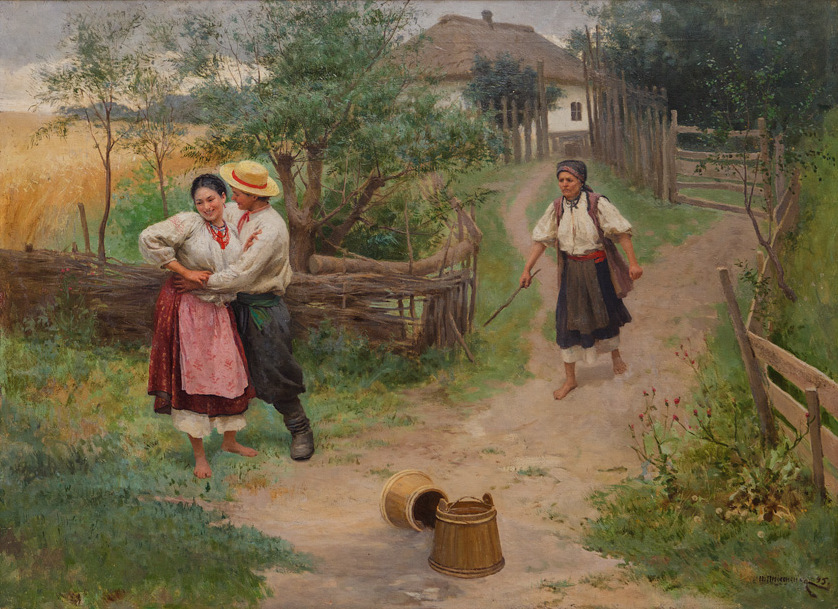
Картина Миколи Пимоненка «Не жартуй»"

Національний характер українців або українська національна вдача— це сукупність соціальнопсихологічних рис (національно-психологічних настанов, стереотипів), що властиві українцям на певному етапі їхнього розвитку і проявляються в ціннісних ставленнях до навколишнього світу, а також у культурі, традиціях, звичаях, обрядах.

## Визначення терміну
Не існує однієї вичерпної дефініції терміну «національний характер».
Наприклад, доктор педагогічних наук Рівненського державного гуманітарного університету Тетяна Потапчук стверджує, що національний характер це:
| [...] домінуючі суспільні настрої, система моральних вимог, соціальних норм, базові цінності, форми соціалізації, принципи виховання, характер людської взаємодії та впливу на довкілля, своєрідність групової картини світу, форма організації побуту, релаксації, рекреації тощо. |
Кандидат філологічних наук, доцент Національного університету «Одеська політехніка» Оксана Лаврик та Ірина Ткаченко вважають, що це:
| [...] темперамент, душа, психологія, вдача певної соціальної чи етнічної єдності в поєднанні зі специфікою світосприйняття взагалі. |
Український громадський та політичний діяч, публіцист і педагог Никифір Григоріїв у своїй праці «Українська національна вдача» 1941 року пише:
| [національний характер] це те що є у всіх, що їх об’єднує в один людський тип, а у відношенні до других народів, до всього людства − є тим, чим народи відрізняються один від другого |

## Історія формування
Національний характер українців сформувався протягом історичного розвитку і на цей процес безпосередньо мали вплив такі чинники як клімат, географічне положення та ландшафт території, соціальноісторичні умови життя народу, стан та характер культури й виховання.
| [...] національний характер українців зумовлюється природногеографічними, культурно-історичними, соціально-економічними та суспільнополітичними умовами життєдіяльності українського народу, він проявляється в культурі, мові, традиціях, звичаях, обрядах, звичках, уподобаннях українців. Національний характер характеризується специфікою емоцій, почуттів, настроїв, інтенсивністю реакцій на події, що відбуваються. |
Аспекти українського національного характеру, пов'язані насамперед із розвитком української національної ідеї, досліджували найвідоміші діячі української культури — В. Антонович, М. Драгоманов, О. Потебня, І. Франко, М. Грушевський, Д. Донцов, М. Міхновський, Ю. Липа, В. Липинський, М. Хвильовий та інші. Питання визначення і характеристики національного характеру ведеться у роботах С. Андрусів, Т. Возняка, П. Гнатенка, В. Москальця.